# Pissonotus equadorensis
Pissonotus equadorensis är en insektsart som beskrevs av Frederick Arthur Godfrey Muir 1926. Pissonotus equadorensis ingår i släktet Pissonotus och familjen sporrstritar. Inga underarter finns listade i Catalogue of Life.